# 捷普季伊夫卡
49°32′48″N 30°56′56″E / 49.54667°N 30.94889°E
泰普蒂伊夫卡（烏克蘭語：Тептіївка）是位於烏克蘭北部的村莊，由基辅州奧布希夫區的博胡斯拉夫市鎮負責管轄。該村面積1.5平方公里，海拔高度141米，2001年人口345，人口密度每平方公里230人。